# Unternehmensgesetzbuch
Das Unternehmensgesetzbuch (UGB) behandelt in Österreich das Unternehmensrecht. Beim Unternehmensrecht handelt es sich um zivilrechtliche Sonderbestimmungen, insbesondere das Firmenrecht, Vorschriften über Personengesellschaften des Unternehmensrechts, Vorschriften über die Rechnungslegung und bestimmte Vorschriften über unternehmensbezogene Geschäfte. Beim Unternehmensgesetzbuch handelt es sich um das 1897 erlassene deutsche Handelsgesetzbuch, das im Jahr 1938 in Österreich eingeführt wurde und im Jahr 2007 schließlich den heutigen Gesetzestitel erhielt.
Teile des Firmenrechtes, Rechnungslegungsvorschriften, spezielle stellvertreter-, schuld- und sachenrechtliche Normen, Absatzmittlergeschäfte und Teile der Transportgeschäfte werden wie bisher im HGB auch im UGB geregelt sein.

## Gliederung
Das Unternehmensgesetzbuch gliedert sich in fünf Bücher:
- Erstes Buch (§§ 1 ff. bis § 58 UGB): Allgemeine Bestimmungen (Begriffe und Anwendungsbereich, Firmenbuch, Firma, Unternehmensübergang, Prokura und Handlungsvollmacht)
- Zweites Buch (§§ 105 ff. bis § 188 UGB): Offene Gesellschaft (OG), Kommanditgesellschaft (KG) und stille Gesellschaft (stG)
- Drittes Buch (§§ 189 ff. bis § 283 UGB): Rechnungslegung (Bilanzierung etc.)
- Viertes Buch (§§ 343 ff. bis § 454 UGB): Unternehmensbezogene Geschäfte (wie Spedition etc.)
- Fünftes Buch (§§ 474 ff. bis § 905 UGB): Seehandel

## Geschichte
1862 wurde das im Deutschen Bund geltende Allgemeine Deutsche Handelsgesetzbuch unter der Bezeichnung Allgemeines Handelsgesetzbuch im Kaisertum Österreich eingeführt. Dieses Gesetz wurde im Jahr 1897 im Deutschen Reich durch das Handelsgesetzbuch abgelöst, welches wiederum nach dem Anschluss Österreichs an das Deutsche Reich mit 1. März 1939 auch in Österreich eingeführt wurde (ausgenommen waren die §§ 59 bis 83 über Handlungsgehilfen und -lehrlinge sowie die §§ 84 bis 92 über Handlungsagenten). Die Einführung erfolgte durch die Vierte Verordnung zur Einführung handelsrechtlicher Vorschriften im Lande Österreich vom 24. Dezember 1938, die am 1. März 1939 in Kraft trat. Diese Einführungsverordnung enthielt auch zahlreiche Bestimmungen, die zur Harmonisierung mit den Normen des österreichischen Allgemeinen bürgerlichen Gesetzbuches (ABGB) – welches nicht durch das deutsche BGB ersetzt wurde – erforderlich waren.
Auch nach dem Jahr 1945 wurde das Handelsgesetzbuch in Österreich in Geltung belassen. Seither entwickelten sich das deutsche und das österreichische Handelsgesetzbuch getrennt, auch wenn die Kernbestimmungen immer noch vergleichbar waren. Ab dem Jahr 2000 wurde die Umgestaltung in ein Unternehmensgesetz vorbereitet. Die Reform erfolgte in Form einer umfangreichen Novelle (BGBl. I Nr. 120/2005) des Handelsgesetzbuches, das bei dieser Gelegenheit in Bundesgesetz über besondere zivilrechtliche Vorschriften für Unternehmen (Unternehmensgesetzbuch – UGB) umbenannt wurde. Sie trat im Wesentlichen am 1. Jänner 2007 in Kraft. Die Reform wurde mit dem Unternehmensrechts-Änderungsgesetz 2008, das 2009 in Kraft trat, nochmals angepasst.
Mit der Novelle entfiel auch der Kaufmannsbegriff; an seine Stelle trat der Begriff des Unternehmers, der bereits vorher für das Konsumentenschutzgesetz geschaffen worden war und von dort übernommen wurde. Im Unterschied zur ursprünglichen Fassung des Handelsgesetzbuches ist das novellierte und als Unternehmensgesetzbuch bezeichnete Gesetzeswerk wieder besser mit dem ABGB vereinbar. Insbesondere wurden die in der Einführungsverordnung zum Handelsgesetzbuch (EVHGB) enthaltenen Bestimmungen direkt in das Gesetzeswerk eingebaut.
Durch die Novellierung wurden die grundsätzlichen sachenrechtlichen Regelungen wie auch Grundsätze des Schuldrechts (wie etwa gutgläubiger Eigentumserwerb oder Schadenersatz) in das ABGB reintegriert.